# Hanumanthampatti
Hanumanthampatti è una suddivisione dell'India, classificata come town panchayat, di 9.436 abitanti, situata nel distretto di Theni, nello stato federato del Tamil Nadu. In base al numero di abitanti la città rientra nella classe V (da 5.000 a 9.999 persone).

## Geografia fisica
La città è situata a 09° 47' 45 N e 77° 17' 31 E.

## Società

### Evoluzione demografica
Al censimento del 2001 la popolazione di Hanumanthampatti assommava a 9.436 persone, delle quali 4.725 maschi e 4.711 femmine. I bambini di età inferiore o uguale ai sei anni assommavano a 1.147, dei quali 636 maschi e 511 femmine. Infine, coloro che erano in grado di saper almeno leggere e scrivere erano 5.950, dei quali 3.426 maschi e 2.524 femmine.